# Mairana
Mairana – miasto w Boliwii, w departamencie Santa Cruz, w prowincji Florida.